# マーカス・ベント
マーカス・ネイサン・ベント（Marcus Nathan Bent, 1978年5月19日 - ）は、イングランド・ハマースミス出身の元サッカー選手。現役時代のポジションはフォワード。
チャールトンでチームメイトだったダレン・ベントとは血縁関係はない。

## 経歴
2007年、チャールトン・アスレティックFCが降格したこともあり、ウィガン・アスレティックFCへのレンタル移籍が決定した。
2011年11月3日にISLのミトラ・クカルFCに1年契約で加入したが，翌年4月17日に退団した。

## 所属クラブ
- ブレントフォードFC 1995-1998
- クリスタル・パレスFC 1998-1999
- ポート・ヴェイルFC 1999
- シェフィールド・ユナイテッドFC 1999-2000
- ブラックバーン・ローヴァーズFC 2000-2001
- イプスウィッチ・タウンFC 2001-2004

→  レスター・シティFC 2003-2004 (loan)
- エヴァートンFC 2004-2006
- チャールトン・アスレティックFC 2006-2008

→  ウィガン・アスレティックFC 2007-2008 (loan)
- バーミンガム・シティFC 2008-2011

→  ミドルズブラFC 2009.10-2010.1 (loan)
→  クイーンズ・パーク・レンジャーズFC 2010.2-6 (loan)
→  ウルヴァーハンプトン・ワンダラーズFC 2010.8-2011.1 (loan)
→  シェフィールド・ユナイテッドFC 2011.1-6 (loan)
- ミトラ・クカルFC 2011.11-2012.4